# Mundaneum
Mundaneum var en institution, der blev oprettet i 1910 som resultat af et initiativ, der blev påbegyndt i 1895 af de belgiske advokater Paul Otlet og Henri La Fontaine, som en del af deres arbejde med videnskaben om dokumentation. Dets mål var at samle hele verdens viden og at klassificere den efter et system, der blev udviklet under betegnelsen den Universelle decimalklassifikation (Universal Decimal Classification). Otlet og La Fontaine arrangerede en international konference under navnet International Conference of International Associations, som blev ophavet til Union of International Associations (UIA). Mundaneum blev oprindelig oprettet i Bruxelles, men ligger på nuværende tidspunkt i Mons i Belgien.
Mundaneum bliver betragtet som en milepæl indenfor dataindsamling og håndtering og som en forløber for internettet.